# Nogometni klub Lokomotiva Zagreb
Il Nogometni klub Lokomotiva Zagreb è una società calcistica croata con sede nella città di Zagabria, fondata nel 1914. Milita nella Prva hrvatska nogometna liga, il massimo livello del campionato nazionale.

## Storia
Il club nacque il 1º maggio 1914, durante il periodo asburgico, come Željezničarski športski klub Viktorija ed i fondatori furono B. Krčelić, Ć. Došek, J. Komotar, M. Najman e J. Soltan e il presidente Viktor Hein. Era una polisportiva, oltre al calcio vi erano sezioni di atletica leggera, ciclismo, hazen, bowling, boxe, sport invernali, ping pong.
Il primo campo di gioco fu allestito dietro le officine della stazione ferroviaria, ma dopo la prima guerra mondiale ha usufruito di quello dello Zagrebački športski klub Viktorija, sito in Miramarska cesta. Nel 1919 cambiò il nome in Športski klub Željezničar. Nel periodo interbellico militò nella 1. razred della sottofederazione di Zagabria (ZNP), che vinse in due occasioni: con la seconda, nel 1940, acquisì il diritto di disputare gli spareggi-promozione per il Državno prvenstvo, il campionato nazionale. Dopo aver superato in agilità Građanski Požega, Orijent e Slavija Varaždin, lo Željezničar ottenne la promozione nella massima divisione. Nell'estate del 1941 si fuse con lo ZEC (Zagrebačka električna centrala) e cambiò il nome in Hrvatski Željezničarski športski klub.
Il 6 giugno 1945, il Ministro della salute pubblica dello Stato federale di Croazia sciolse il club, ma 3 giorni prima i lavoratori delle ferrovie e dei trasporti avevano fondato il Fizkulturno društvo Lokomotiva, quindi il club continuò ad operare all'interno della nuova società costituita.
Nel secondo dopoguerra raccolse buoni risultati. Infatti nel 1946 fu ammessa nel massimo campionato jugoslavo, concludendo la stagione al terzo posto nel 1952. Retrocesse tuttavia nel 1957, per non tornare mai più ai vertici nazionali fino allo smembramento della Jugoslavia.
La società si posiziona al 26º posto nella classifica perpetua della Prva Liga Jugoslava.
La svolta avvenne nel 2006 allorquando la società, in quel momento decaduta nel torneo locale di quarta serie croata, strinse un accordo di simbiosi con la Dinamo Zagabria, divenendone la procacciatrice di giovani talenti. Ne risultò un cospicuo afflusso finanziario e un notevole innalzamento tecnico, che permise tre promozioni consecutive fino a raggiungere la massima categoria nel 2009.
La permanenza ad alti livelli della Lokomotiva Zagabria nella massima serie, ha determinato forti polemiche nei confronti della Dinamo Zagabria poiché eserciterebbe il controllo di campionato e la federazione calcistica nazionale.

## Strutture

### Stadio
Lo stadio del club è situato nel quartiere di Kajzerica, ma essendo non adeguato alla massima serie ha giocato per anni allo Stadio Maksimir e gioca le partite interne allo Stadio Kranjčevićeva.

## Palmarès

### Competizioni nazionali
- 2. Savezna liga: 1

1955-1956 (I Zona)

### Competizioni regionali
- Treća nogometna liga: 1

2006-2007 (girone Centro)

### Competizioni giovanili
- Juniorsko prvenstvo Hrvatske u nogometu: 2

2016-2017, 2024-2025
- Kup Hrvatske u nogometu za juniore: 2

2022-2023, 2024-2025

### Altri piazzamenti
- Campionato jugoslavo:

Terzo posto: 1952
- Druga Liga:

Secondo posto: 1958-1959 (girone ovest)
- Campionato croato:

Secondo posto: 2012-2013, 2019-2020, 2023-2024
- Coppa di Croazia:

Finalista: 2012-2013, 2019-2020
Semifinalista: 2017-2018
- Druga hrvatska nogometna liga:

Terzo posto: 2008-2009
- Treća HNL:

Secondo posto: 2007-2008 (girone Ovest)

## Organico

### Rosa 2024-2025
Aggiornata al 16 gennaio 2025.
| N. |                                 | Ruolo | Calciatore        |
| -- | ------------------------------- | ----- | ----------------- |
| 1  | Croazia (bandiera)              | P     | Toni Silić        |
| 2  | Francia (bandiera)              | D     | Mody Boune        |
| 3  | Croazia (bandiera)              | D     | Filip Markanović  |
| 4  | Brasile (bandiera)              | D     | Pedro Oliveira    |
| 5  | Albania (bandiera)              | D     | Jon Mersinaj      |
| 6  | Bosnia ed Erzegovina (bandiera) | C     | Blaž Bošković     |
| 7  | Croazia (bandiera)              | A     | Silvio Goričan    |
| 8  | Croazia (bandiera)              | C     | Robert Mudražija  |
| 10 | Croazia (bandiera)              | C     | Domagoj Antolić   |
| 11 | Bosnia ed Erzegovina (bandiera) | A     | Filip Čuić        |
| 12 | Croazia (bandiera)              | P     | Krunoslav Hendija |
| 13 | Australia (bandiera)            | D     | Fran Karačić      |
| 14 | Croazia (bandiera)              | D     | Moreno Živković   |
| 15 | Kosovo (bandiera)               | C     | Art Smakaj        |
| 16 | Croazia (bandiera)              | D     | Luka Dajčer       |
| 17 | Croazia (bandiera)              | D     | Marko Pajač       |
| 18 | Croazia (bandiera)              | C     | Antonio Baždarić  |

| N. |                        | Ruolo | Calciatore         |
| -- | ---------------------- | ----- | ------------------ |
| 19 | Croazia (bandiera)     | C     | Ivan Krolo         |
| 20 | Croazia (bandiera)     | D     | Denis Kolinger     |
| 21 | Croazia (bandiera)     | C     | Luka Vrbančić      |
| 22 | Croazia (bandiera)     | D     | Marin Leovac       |
| 23 | Albania (bandiera)     | C     | Feta Fetai         |
| 25 | Croazia (bandiera)     | A     | Mirko Sušak        |
| 26 | Croazia (bandiera)     | D     | Fran Žilinski      |
| 27 | Croazia (bandiera)     | D     | Marko Vranjković   |
| 28 | Croazia (bandiera)     | D     | Ivan Canjuga       |
| 29 | Stati Uniti (bandiera) | C     | Gedion Zelalem     |
| 30 | Montenegro (bandiera)  | A     | Dušan Vuković      |
| 31 | Croazia (bandiera)     | P     | Zvonimir Šubarić   |
| 32 | Croazia (bandiera)     | P     | Luka Savatović     |
|    | Croazia (bandiera)     | C     | Fabijan Krivak     |
|    | Croazia (bandiera)     | C     | Jakov-Anton Vasilj |
|    | Croazia (bandiera)     | C     | Mario Šitum        |
|    | Argentina (bandiera)   | D     | Leonardo Sigali    |

### Rosa 2023-2024
Aggiornata al 18 gennaio 2024.
| N. |                                 | Ruolo | Calciatore        |
| -- | ------------------------------- | ----- | ----------------- |
| 1  | Croazia (bandiera)              | P     | Nikola Čavlina    |
| 2  | Croazia (bandiera)              | D     | Moreno Živković   |
| 3  | Croazia (bandiera)              | D     | Matej Matić       |
| 4  | Croazia (bandiera)              | D     | Marin Leovac      |
| 5  | Albania (bandiera)              | D     | Jon Mersinaj      |
| 6  | Bosnia ed Erzegovina (bandiera) | D     | Ilija Mašić       |
| 6  | Croazia (bandiera)              | D     | Viktor Damjanić   |
| 7  | Croazia (bandiera)              | C     | Silvio Goričan    |
| 8  | Croazia (bandiera)              | C     | Robert Mudražija  |
| 9  | Croazia (bandiera)              | A     | Duje Čop          |
| 12 | Croazia (bandiera)              | P     | Krunoslav Hendija |
| 13 | Bosnia ed Erzegovina (bandiera) | C     | Blaž Bošković     |
| 14 | Bosnia ed Erzegovina (bandiera) | C     | Mateo Marić       |
| 15 | Kosovo (bandiera)               | C     | Art Smakaj        |
| 16 | Croazia (bandiera)              | C     | Fabijan Krivak    |
| 19 | Croazia (bandiera)              | C     | Marin Šotiček     |

| N. |                       | Ruolo | Calciatore         |
| -- | --------------------- | ----- | ------------------ |
| 20 | Croazia (bandiera)    | D     | Branimir Kalaica   |
| 21 | Croazia (bandiera)    | C     | Viktor Kanižaj     |
| 22 | Croazia (bandiera)    | D     | Karlo Bartolec     |
| 26 | Croazia (bandiera)    | D     | Fran Žilinski      |
| 27 | Croazia (bandiera)    | D     | Marko Vranjković   |
| 29 | Montenegro (bandiera) | C     | Vladan Bubanja     |
| 31 | Croazia (bandiera)    | P     | Zvonimir Šubarić   |
|    | Montenegro (bandiera) | A     | Balša Tošković     |
|    | Croazia (bandiera)    | C     | Lukas Kačavenda    |
|    | Albania (bandiera)    | A     | Klevis Dragaj      |
|    | Croazia (bandiera)    | C     | Marko Batur        |
|    | Croazia (bandiera)    | D     | Kristijan Čabrajić |
|    | Croazia (bandiera)    | A     | Lovro Stanić       |
|    | Croazia (bandiera)    | D     | Ivan Kukavica      |
|    | Croazia (bandiera)    | P     | Luka Savatović     |

### Rosa 2022-2023
Aggiornata al 11 giugno 2022.
| N. |                                 | Ruolo | Calciatore        |
| -- | ------------------------------- | ----- | ----------------- |
| 1  | Croazia (bandiera)              | P     | Luka Matasović    |
| 2  | Macedonia del Nord (bandiera)   | D     | Edis Maliki       |
| 3  | Bosnia ed Erzegovina (bandiera) | D     | Stipo Marković    |
| 4  | Croazia (bandiera)              | C     | Mate Maleš        |
| 5  | Albania (bandiera)              | D     | Jon Mersinaj      |
| 7  | Croazia (bandiera)              | A     | Roko Šimić        |
| 8  | Croazia (bandiera)              | C     | Oliver Petrak     |
| 9  | Croazia (bandiera)              | A     | Mario Budimir     |
| 10 | Croazia (bandiera)              | A     | Duje Čop          |
| 11 | Croazia (bandiera)              | D     | Ivan Čeliković    |
| 12 | Croazia (bandiera)              | P     | Krunoslav Hendija |
| 15 | Croazia (bandiera)              | C     | Toni Brezina      |
| 17 | Albania (bandiera)              | A     | Indrit Tuci       |
| 18 | Albania (bandiera)              | C     | Enis Çokaj        |
| 19 | Croazia (bandiera)              | D     | Josip Pivarić     |

| N. |                                 | Ruolo | Calciatore        |
| -- | ------------------------------- | ----- | ----------------- |
| 20 | Bosnia ed Erzegovina (bandiera) | A     | Irfan Hadžić      |
| 21 | Nigeria (bandiera)              | A     | Ibrahim Aliyu     |
| 22 | Albania (bandiera)              | C     | Francesco Tahiraj |
| 23 | Belgio (bandiera)               | A     | Moutir Chajia     |
| 24 | Bosnia ed Erzegovina (bandiera) | C     | Mateo Marić       |
| 25 | Bosnia ed Erzegovina (bandiera) | D     | Kemal Osmanković  |
| 26 | Albania (bandiera)              | D     | Hajdin Salihu     |
| 29 | Corea del Sud (bandiera)        | A     | Kim Jeong-hyun    |
| 31 | Croazia (bandiera)              | D     | Marko Lešković    |
| 32 | Croazia (bandiera)              | P     | Krševan Santini   |
| 33 | Croazia (bandiera)              | D     | Mario Musa        |
| 36 | Croazia (bandiera)              | C     | Marko Đira        |
| 45 | Ghana (bandiera)                | C     | Reuben Acquah     |
| 59 | Albania (bandiera)              | C     | Sherif Kallaku    |
| 77 | Croazia (bandiera)              | A     | Antonio Marin     |

### Rosa 2019-2020
Aggiornata al 17 febbraio 2020.
| N. |                                 | Ruolo | Calciatore         |
| -- | ------------------------------- | ----- | ------------------ |
| 1  | Croazia (bandiera)              | P     | Bruno Bermanec     |
| 2  | Nigeria (bandiera)              | A     | Iyayi Atiemwen     |
| 3  | Bosnia ed Erzegovina (bandiera) | D     | Stipo Marković     |
| 4  | Croazia (bandiera)              | D     | Frane Vojković     |
| 5  | Serbia (bandiera)               | A     | Đorđe Rakić        |
| 6  | Croazia (bandiera)              | D     | Dominik Kovačić    |
| 7  | Albania (bandiera)              | A     | Myrto Uzuni        |
| 8  | Croazia (bandiera)              | C     | Oliver Petrak      |
| 9  | Croazia (bandiera)              | A     | Mario Budimir      |
| 10 | Croazia (bandiera)              | C     | Sammir             |
| 11 | Croazia (bandiera)              | D     | Ivan Čeliković     |
| 12 | Croazia (bandiera)              | P     | Krunoslav Hendija  |
| 14 | Senegal (bandiera)              | C     | Pape Assane Mbodji |
| 15 | Croazia (bandiera)              | C     | Josip Majić        |
| 16 | Albania (bandiera)              | D     | Jon Mersinaj       |

| N. |                        | Ruolo | Calciatore          |
| -- | ---------------------- | ----- | ------------------- |
| 17 | Albania (bandiera)     | A     | Indrit Tuci         |
| 18 | Albania (bandiera)     | C     | Enis Çokaj          |
| 19 | Croazia (bandiera)     | D     | Luka Smoljo         |
| 20 | Croazia (bandiera)     | D     | Denis Kolinger      |
| 21 | Croazia (bandiera)     | A     | Loren Maružin       |
| 22 | Kosovo (bandiera)      | A     | Lirim Kastrati      |
| 23 | Croazia (bandiera)     | C     | Kristijan Jakić     |
| 24 | Croazia (bandiera)     | C     | Marko Tolić         |
| 26 | Australia (bandiera)   | D     | Fran Karačić        |
| 27 | Brasile (bandiera)     | C     | Emerson Deocleciano |
| 28 | Croazia (bandiera)     | D     | Dino Halilović      |
| 29 | Austria (bandiera)     | D     | Petar Gluhakovic    |
| 44 | Serbia (bandiera)      | D     | Nikola Pejović      |
|    | Paesi Bassi (bandiera) | D     | Bradley Vliet       |

### Rosa 2018-2019
| N. |                      | Ruolo | Calciatore        |
| -- | -------------------- | ----- | ----------------- |
| 2  | Croazia (bandiera)   | A     | Luka Hujber       |
| 4  | Croazia (bandiera)   | D     | Toni Datković     |
| 6  | Rep. Ceca (bandiera) | D     | Jan Lecjaks       |
| 7  | Albania (bandiera)   | A     | Myrto Uzuni       |
| 8  | Croazia (bandiera)   | C     | Bojan Knežević    |
| 9  | Croazia (bandiera)   | A     | Dejan Radonjić    |
| 10 | Croazia (bandiera)   | C     | Luka Ivanušec     |
| 11 | Croazia (bandiera)   | A     | Domagoj Drožđek   |
| 12 | Croazia (bandiera)   | P     | Krunoslav Hendija |
| 13 | Croazia (bandiera)   | P     | Ivo Grbić         |
| 14 | Croazia (bandiera)   | C     | Neven Đurasek     |

| N. |                      | Ruolo | Calciatore                |
| -- | -------------------- | ----- | ------------------------- |
| 15 | Serbia (bandiera)    | A     | Djordje Rakić             |
| 17 | Croazia (bandiera)   | A     | Matko Babić               |
| 18 | Croazia (bandiera)   | C     | Frano Mlinar              |
| 20 | Croazia (bandiera)   | D     | Denis Kolinger (capitano) |
| 21 | Croazia (bandiera)   | C     | Loren Maružin             |
| 22 | Kosovo (bandiera)    | A     | Lirim Kastrati            |
| 23 | Croazia (bandiera)   | C     | Kristijan Jakić           |
| 26 | Australia (bandiera) | D     | Fran Karačić              |
| 27 | Croazia (bandiera)   | C     | Mario Burić               |
| 29 | Croazia (bandiera)   | D     | Nikola Burić              |
| 44 | Croazia (bandiera)   | D     | Ante Majstorović          |

### Rosa 2017-2018
| N. |                    | Ruolo | Calciatore             |
| -- | ------------------ | ----- | ---------------------- |
| 1  | Croazia (bandiera) | P     | Darijan Radelić Žarkov |
| 3  | Croazia (bandiera) | D     | Mario Musa             |
| 4  | Croazia (bandiera) | D     | Toni Datković          |
| 5  | Croazia (bandiera) | D     | Siniša Rožman          |
| 7  | Croazia (bandiera) | C     | Luka Ivanušec          |
| 9  | Croazia (bandiera) | A     | Dejan Radonjić         |
| 10 | Croazia (bandiera) | C     | Lovro Majer            |
| 11 | Croazia (bandiera) | A     | Ivan Antunović         |
| 12 | Croazia (bandiera) | P     | Krunoslav Hendija      |
| 13 | Croazia (bandiera) | D     | Tomislav Valentić      |
| 14 | Croazia (bandiera) | D     | Gordan Barić           |
| 15 | Camerun (bandiera) | C     | Mathias Chago          |
| 17 | Croazia (bandiera) | A     | Matko Babić            |
| 17 | Croazia (bandiera) | A     | Luka Hujber            |

| N. |                                 | Ruolo | Calciatore                |
| -- | ------------------------------- | ----- | ------------------------- |
| 20 | Croazia (bandiera)              | D     | Denis Kolinger (capitano) |
| 23 | Croazia (bandiera)              | C     | Kristijan Jakić           |
| 26 | Croazia (bandiera)              | D     | Fran Karačić              |
| 27 | Croazia (bandiera)              | C     | Mario Burić               |
| 28 | Croazia (bandiera)              | D     | Maksim Oluić              |
| 30 | Croazia (bandiera)              | C     | Ivan Šunjić               |
| 32 | Croazia (bandiera)              | C     | Toni Brezina              |
| 44 | Croazia (bandiera)              | D     | Ante Majstorović          |
| 98 | Croazia (bandiera)              | P     | Adrian Šemper             |
| 99 | Bosnia ed Erzegovina (bandiera) | A     | Ivan Krstanović           |
|    | Croazia (bandiera)              | D     | Dino Kluk                 |
|    | Croazia (bandiera)              | D     | Luka Smoljo               |
|    | Croazia (bandiera)              | C     | Kristijan Lovrić          |
|    | Croazia (bandiera)              | A     | Nikola Krajinović         |